# حزب پرچم افغانستان
حزب پرچم حزب سوسیالیست معتدل‌تر از حزب دموکراتیک خلق افغانستان به رهبری ببرک کارمل، سیاستمدار کمونیست افغان بود. این حزب بعداً به حزب وطن (میهن) با دیدگاهی اسلامی تر در زمان محمد نجیب‌الله تبدیل شد. این فراکسیون مستقیماً پس از تأسیس حزب درسال ۱۹۶۵ میلادی در پی انشعاب‌های ایدئولوژیک در حزب دمکرات خلق بوجود آمد. درحالی که پرچمی ها بر نیاز به اصلاحات سریع اجتماعی-اقتصادی برای دستیابی به انقلاب تاکید داشتند، این در تضاد مستقیم با رقبای حزب دموکراتیک خلق، خلقی‌ها بود که به دنبال سرنگونی فوری و خشونت آمیز دولت بودند. کارمل معتقد بود که افغانستان به اندازه کافی برای رویکرد انقلابی لنینیستی توسعه نیافته است و در عوض به دنبال یک جبهه متحد میهن پرستانه و ضد امپریالیستی برای برداشتن گام های بعدی به سوی انقلاب بود.

## تاریخ
ببرک کارمل و نورمحمد تره‌کی درسال ۱۹۶۵ حزب دموکراتیک خلق افغانستان را تأسیس کردند. درسال ۱۹۶۷، حزب به فرقه‌های مختلفی تقسیم شد که بزرگترین و قدرتمندترین آنها پرچم و خلق بودند. علیرغم اینکه از یک حزب موسس تشکیل شده بودند، آنها هم در ایدئولوژی و هم در پایه هایشان متفاوت بودند. در حالی که خلقی‌ها عمدتاً پشتون‌های روستایی بودند، پرچمی‌ها توسط ساکنان طبقه متوسط مراکز شهرها، که عمدتاً قومی تاجیک بودند، حمایت می‌شدند.
پرچم از سال ۱۹۶۷ تا ۱۹۶۹ یک هفته نامه منتشر می‌کرد. این امر توسط پادشاه محمد ظاهرشاه اجازه داده شد و دو جناح را بیشتر تقسیم کرد، زیرا روزنامه خلق توسط دولت درسال ۱۹۶۶ میلادی بسته شد. به دلیل پیوند پرچم با پادشاهی افغانستان، در ابتدا می خواست سلطنت مشروطه را دست نخورده نگه دارد، توسط خلق آنها با تمسخر به عنوان «حزب کمونیست سلطنتی» یاد می‌شد.
کودتای ۲۶ سرطان ۱۳۵۲ شاهد حمایت شدید پرچمی‌ها، به ویژه آنهایی که در ارتش افغانستان بودند، بود. پس از موفقیت کودتا، بسیاری از پرچمی‌ها در دولت و نیروهای امنیتی محمد داوود خان مشاغل عالی رتبه داشتند. با این حال، در سال‌های بعد، گزارش‌های گسترده مبنی بر مشارکت پرچمی در مرگ محمدهاشم میوندوال، نخست‌وزیر سابق ضد کمونیست، منجر به پاکسازی اعضای پرچم از دولت داود خان و تحت آزار و اذیت رژیم وی شد.
حزب پرچم درسال ۱۹۷۷ میلادی موفق به آشتی با جناح خلق شد و به دنبال انقلاب ثور درسال ۱۹۷۸ میلادی، پرچمی های زیادی در دولت اولیه خلقی حضور داشتند. با این حال، خیلی زود پس از انقلاب، پرچمی‌ها دوباره توسط رهبری تندرو نورمحمد تره‌کی، که به شدت مخالف «روزیزیونیسم» ادعایی آنها بود، از دولت پاکسازی شدند و رژیم در نهایت وارد حکومت وحشت‌زده شد، بسیاری از پرچمی‌ها را که متهم به انحراف از مارکسیسم–لنینیسم بودند، به زندان انداخت و اعدام کرد. جناح پرچم در نهایت پس از سرنگونی حفیظ‌الله امین در دسامبر ۱۹۷۹ میلادی با مداخله عملیات طوفان-۳۳۳ اتحاد جماهیر شوروی، که از رهبری معتدل تر و عملگراتر حمایت می کرد، در کشور قدرت یافت. دولت جدید تحت رهبری پرچم، رهبر پرچم، پس از افراط و تفریط خلقی‌ها، برای به دست آوردن محبوبیت تلاش کرد، و پس از اعدام های دسته جمعی رژیم خلق درسال‌های ۱۹۷۸–۱۹۷۹، تعداد آنها کم بود.
ببرک کارمل درسال ۱۹۸۶ میلادی پس از ابراز نارضایتی اتحاد جماهیر شوروی در مورد ناتوانی وی در شکست قاطع مجاهدین، توسط محمد نجیب‌الله جایگزین شد و در ژوئن ۱۹۹۰ میلادی، حزب دموکراتیک خلق به رهبری پرچم خود را به حزب وطن (حزب میهن) تبدیل کرد و همه ارجاعات به مارکسیسم–لنینیسم به جای اتخاذ یک بیانیه منحصر به فرد سوسیالیسم اسلامی حزب، حذف شد.
حزب وطن رسماً در ۶ مه ۱۹۹۲ در افغانستان ممنوع شد. تلاش های زیادی برای راه اندازی مجدد این حزب از جمله حزب وطن افغانستان میرافغان باوری و حزب وطن جنرال عبدالجبار قهرمان وجود داشته است.